# Paweł Bartnik
Paweł Robert Bartnik (ur. 22 lutego 1959 w Poznaniu) – polski polityk, samorządowiec i działacz sportowy, w latach 1994–1998 wiceprezydent Szczecina, od 2024 przewodniczący Rady Miasta Szczecin.

## Życiorys
W 1980 był współzałożycielem Niezależnego Zrzeszenia Studentów w Szczecinie. Od 1982 pracował jako nauczyciel historii w szkołach podstawowych. W 1985 ukończył studia na Wydziale Humanistycznym Wyższej Szkoły Pedagogicznej w Szczecinie, uzyskując tytuł zawodowy magistra historii. Od 1990 do 1994 pełnił funkcję wicekuratora w Kuratorium Oświaty w Szczecinie.
W wyborach samorządowych w 1994 został po raz pierwszy wybrany na radnego Szczecina. Od 1994 do 1998 zajmował stanowisko zastępcy prezydenta miasta (w zarządzie Bartłomieja Sochańskiego), odpowiadając za zadania z zakresu polityki społecznej. W wyborach w 1998 uzyskał reelekcję do rady miasta. W latach 1999–2001 zajmował stanowisko zachodniopomorskiego kuratora oświaty. Objął funkcję dyrektora biura Stowarzyszenia Gmin Polskich Euroregionu Pomerania. Został także prezesem Miejskiego Klubu Lekkoatletycznego Szczecin.
Do 2001 był członkiem Unii Wolności, później przystąpił do Platformy Obywatelskiej. W 2002 i 2006 ponownie wybierano go na radnego. W 2010 bez powodzenia ubiegał się o reelekcję z ramienia komitetu wyborczego Bartłomieja Sochańskiego.
Później ponownie związał się z PO, powracając w wyniku wyborów w 2014 do rady miasta. Mandat utrzymywał również w 2018 i w 2024. 7 maja 2024 wybrano go przewodniczącego szczecińskiej rady miasta.